# PDE4B
PDE4B, punim imenom cAMP specifična 3’5’- ciklička fosfodiesteraza 4B, enzim je iz obitelji fofodiesteraza 4  (PDE4) koje su značajne za hidrolizu cAMP-a te regulaciju unutarstaničnih koncentracija cikličkog adenozin monofosfata kao i 5’ adenozin monofosfata koji nastaje kao produkt hidrolize.  

## Klasifikacija
PDE4B izoforma je fosodiesteraza 4, obitelji enzima koji pripadaju superobitelji fosfodiesteraza (PDE). Unutar superobitelji PDE svrstane su 11 podobitelji fosfodiesteraza (PDE1-11) koje se razlikuju po tome koji supstrat hidroliziraju. Fosfodiesteraze 4, 7, 8 specifične su za hidrolizu cikličkog adenozin monofosfata, dok su fosfodiesteraze 5,6,9 specifične za hidrolizu cikličkog gvanozin monofosfata, a fosfodiesteraze 1, 2, 3, 10 i 11 imaju sposobnost hidrolize oba ciklička nukleotida. Uz PDE4B u obitelj PDE4 ubrajaju se i PDE4A, PDE4C i PDE4D.

## Struktura
PDE4B enzim građen je od 736 aminokiselina, a molekulska je masa ovog proteina 83,3 kDa. Struktura je karakteristična za enzime iz obitelji fosfodiesteraza 4 te je građen od 16-17 alfa uzvojnica. Prva 3D struktura otkrivena 2000. godine od strane znanstvenika Xu RX, Hassell AM, Vanderwall D. Struktura katalitičke domene dobivena je metodom x-ray kristalografije.

### Katalitička domena
Katalitička domena PDE4B enzima građena je od 330 aminokiselina. Za hidrolizu cAMP-a najbitniji je HD (histidin –aspartat) motiv iz sekvence PDE4B. Aktivno mjesto za hidrolizu cAMP-a sastoji se od 3 vezna područja – M, P i Q veznog džepa. M vezni džep je područje na koje se vežu atomi metala i važan je za vezanje cAMP-a. Uvijek se radi o ionima dvovalentih metala koji mogu varirati uzmeđu magnezija (Mg2+),  mangana (Mn2+) ili cinka (Zn2+ ). P džep građen je od velikog broja polarnih kiselinskih ostataka te se u ovom području veže veliki broj molekula vode. Q džep važan je za regulaciju enzimatske aktivnosti PDE4B te se ne ovom mjestu veže inhibitor.

## Funkcija
PDE4B negativno regulira signalne puteve ovisne o cAMP-u hidrolizirajući cAMP u AMP, čime smanjuje njegovu unutarstaničnu koncentraciju. Budući da je cAMP ključni sekundarni glasnik, PDE4B na taj način precizno kontrolira brojne fiziološke procese; upala, stanični rast, proliferacija. Bitnu ulogu ima u imunološkom sustavu gdje aktivnost PDE4B sudjeluje u regulaciji koncentracije citokina, proliferaciji i migraciji imunoloških stanica, čime utječe na upalne i obrambene odgovore organizma. Njegova aktivnost potiče upalne signale.

## Lokalizacija
Izofrome PDE4 pokazuju raznoliku subcelularnu lokalizaciju, što omogućuje preciznu prostornu i funkcionalnu regulaciju različitih signalnih puteva. Funkcija PDE4B je lokalizirana u blizini plazmatske membrane.

## Protein-protein interakcije
PDE4B ulazi u protein-protein interakcije s DISC1, PDE4D, NDEL1, NDE1, PAFAH1B1, tubulin, dinein, ATF4, AKAP što omogućuje preciznu prostorno-vremensku regulaciju cAMP-ovisnih signalnih puteva. Navedene interakcije usmjeravaju PDE4 u određene stanične domene, gdje moduliraju lokalnu koncentraciju cAMP-a.

## Laboratorijske metode za ispitivanje PDE4

### Enzimski test razgradnje cAMP-a i IC₅₀ testovi inhibitora
Standardizirani testovi za mjerenje aktivnosti PDE4 i učinkovitosti inhibitora koriste se u visokoprotočnim formatima, omogućujući precizno određivanje IC₅₀ vrijednosti.

### Western blot i ELISA
Specifična antitijela protiv PDE4D koriste se u Western blot analizama za detekciju izoformi PDE4.  ELISA testovi omogućuju kvantifikaciju PDE4 u biološkim uzorcima.

### Imunoprecipitacija i masena spektrometrija
Imunoprecipitacija u kombinaciji s masenom spektrometrijom koristi se za identifikaciju interakcijskih partnera PDE4 u staničnim kompleksima.

### FRET senzori za cAMP (live-cell imaging)
FRET (Förster Resonance Energy Transfer) senzori omogućuju praćenje dinamike cAMP-a u živim stanicama, otkrivajući lokalizirane promjene u signalizaciji.

## Biološke funkcije i povezanost s bolestima

### Upalne bolesti
Povećana aktivnost PDE4 smanjuje razinu cAMP-a, što pojačava proizvodnju proupalnih citokina poput TNF-α, IL-6 i IL-1β. Inhibicija PDE4 može smanjiti ovu upalnu reakciju.    

### Neurodegenerativni poremećaji
Deregulacija PDE4 povezana je s neurodegenerativnim bolestima poput Alzheimerove, Parkinsonove i Huntingtonove bolesti. Promjene u ekspresiji PDE4 izoformi utječu na cAMP signalizaciju u mozgu.

### Bolesti jetre
PDE4 regulira upalne procese u jetri, a njegova inhibicija može imati terapijski potencijal u liječenju bolesti poput nealkoholnog steatohepatitisa (NASH).   

## Terapijski potencijal inhibitora PDE4

### Razvoj inhibitora
Razvoj selektivnih inhibitora PDE4, poput roflumilasta i apremilasta, pokazao je učinkovitost u liječenju upalnih bolesti i ima potencijal u terapiji neurodegenerativnih poremećaja.   

### Djelovanje na upalne citokine
Inhibitori PDE4 smanjuju proizvodnju proupalnih citokina, što ih čini korisnim u liječenju bolesti s izraženom upalnom komponentom.      